# 順時針方向

順時針方向

以順時針方向(Clockwise)運行指依從時針移動的方向運行（如右上圖），即可視為由右上方向下，然後轉向左，再回到上。數學上，在直角坐标系以方程式x = sin t 和 y = cos t 定義的圓形，隨着t值減少所代表的曲線就是依順時針方向繪畫。換一種說法，當一個物體不斷向右方移動所形成的軌跡，也是循着順時針方向移動。順時針的相反方向是逆時針方向。 
一旋轉運動屬於順時針抑或逆時針，視乎觀察面的設定。例如，由北極正上方看下去，地球自轉屬於逆時針(AntiClockwise)，但由南極正上方看下去，地球自轉則是順時針。

## 起源
時針之所以「順時針」轉動，是源自其前身日晷。時針首先出現於北半球，其作用與日晷投射在地上的「影子指針」相似。太陽由東邊升起西邊落下，它投射在日晷上的影子之運行方向相反，是由西向東，所以日晷上代表時間的數字排列也是如此，現代時鐘錶面數字沿用了這種排列方式。

時鐘的指針通常向右順時針旋轉

現代，有部分時鐘以逆時針方向運行以作創新。但歷史上，曾有猶太人將時鐘做成逆時針運行，以配合希伯來文由右至左閱讀的傳統，如歐洲部分猶太教會堂的時鐘 。

## 用途
一般螺絲、容器的蓋都是以逆時針方向鬆開、順時針方向上緊為原則，符合右手定則。西方有短句「righty-tighty, lefty-loosey」（右緊左鬆）以助憶。 （R H Daniel, 1980）但這只適用於由上而下觀察旋轉的情況。另一記憶方法是利用拇指；豎起右手拇指，其餘的手指之捲曲方向代表扭鬆的方向，左手則代表扭緊。

北半球水平日晷的影子順時針旋轉

螺絲之所以以順時針方向上緊，其中一個原因是用右手的人是以手的旋後肌將螺絲以順時針旋轉，而一般來說旋後肌是較旋前肌強壯。
西藏寺廟的轉經筒是以順時針方向轉動的。

## 心理
大部分左撇子以順時針的方向畫圓圈和繞過建築物，研究認為這與哪邊大腦主導有關。

## 參閱
- 右手定則
- 利手
- 光學異構物
- 相对方位
- 逆時針方向